# Courbe des aires
 (novembre 2024).
Si vous disposez d'ouvrages ou d'articles de référence ou si vous connaissez des sites web de qualité traitant du thème abordé ici, merci de compléter l'article en donnant les références utiles à sa vérifiabilité et en les liant à la section « Notes et références ».
La courbe des aires représente graphiquement la distribution longitudinale des sections transversales d'un corps.

## Aérodynamique
La courbe des aires complète d'un avion décrit la variation longitudinale des sections du fuselage et des ailes. Au niveau des ailes, cette courbe présente une bosse. En régime d'écoulement transsonique ou supersonique, la loi des aires démontrée par Richard Whitcomb (aérodynamicien de la NASA) vise à obtenir une régularité de la courbe des aires, ce qui conduit à diminuer la section transversale du fuselage au niveau des ailes, en donnant au fuselage une "taille de guêpe".
Par analogie avec les courbes des aires qui décrivent l'évolution longitudinale du volume, il existe des courbes montrant l'évolution longitudinale des champs de pression sur un profil, voir profil laminaire, voilure supercritique. De la même manière que la surface décrite par la courbe des aires détermine le volume du corps et son centre, les surfaces décrites par les champs de pression déterminent les caractéristiques aérodynamiques du profil (portance, traînée, moments).

## Architecture navale
La courbe des aires (x, y) décrit la variation longitudinale des sections transversales immergées de la carène. Soit en x la longueur de flottaison notée Lwl (Length water line) et en y la surface transversale immergée locale. La section maximale s'appelle le maître-couple que l'on peut noter Ax, MC ou B². La surface décrite par la courbe est le volume (Vol) de la carène. Le coefficient de remplissage de cette surface par rapport au rectangle circonscrit est le coefficient prismatique :
Cpris = Vol / (Lwl . MC)
- Dans le cas des navires lents, la courbe des aires s'annule à l'arrière. Le coefficient prismatique des voiliers présentant un élancement arrière est de l'ordre de 0.5 à 0.6 ; celui des navires lents (péniches, barges) peut être plus élevé, de l'ordre de 0.7 à 0.8.
- Dans le cas des navires plus rapides à tableau arrière immergé, la courbe des aires est plus remplie et le coefficient prismatique est plus élevé, de l'ordre de 0.6 à 0.75. Le rapport entre la surface de tableau immergé et le maître-couple dépend du degré de vitesse (du Nombre de Froude) du navire ; plus le navire est rapide, plus le maître-couple recule, plus ce rapport tend vers 1.